# Led Zeppelin United Kingdom and Scandinavian Tour 1969
Led Zeppelin United Kingdom and Scandinavian Tour 1969 – czwarta trasa koncertowa Led Zeppelin, która odbyła się w 1969 r. Obejmowała Anglię, Walię, Szwecję i Danię.

## Program koncertów
1. "Train' Kept a Rollin"
2. "I Can't Quit You Baby"
3. "As Long As I Have You"
4. "Dazed and Confused"
5. "You Shook Me"
6. "Communication Breakdown"
7. "White Summer"/"Black Mountain Page"
8. "Pat's Delight"
9. "Babe I'm Gonna Leave You"
10. "How Many More Times"

Podczas poszczególnych koncertów ich program ulegał zmianie.

## Lista koncertów
- 1 marca - Londyn, Anglia - Fishmonger's Hall
- 2 marca - Plymouth, Anglia - Van Dyke Club
- 3 marca - Londyn, Anglia - Playhouse Theatre
- 5 marca - Cardiff, Walia - The Locarno
- 7 marca - Londyn, Anglia - Hornsey Wood Tavern
- 10 marca - Edmonton, Anglia - Cooks Ferry Inn
- 12 marca - Leicester, Anglia - Leicester University
- 14 marca - Sztokholm, Szwecja - dwa koncerty. Po południu zespół koncertował w Stockholm Konserthuset, a wieczorem na Uppsala University.
- 15 marca - dwa koncerty w Danii. Po południu zespół koncertował w Gladsaxe w klubie Teen Boxs Club 45. Wieczorem odbył się koncert w Brøndby w klubie Brøndby Pop Club.
- 16 marca - Kopenhaga, Dania - Tivolis Koncertsal (dwa koncerty)
- 17 marca - Gladsaxe, Dania - występ w duńskiej telewizji
- 21 marca - Londyn, Anglia - występ w programie "How Late's It Is" w telewizji BBC
- 22 marca - Birmingham, Anglia - Mother's Club
- 23 marca - Peterlee, Anglia - Argos Butterfly Jazz and Blues Club
- 24 marca - Edmonton, Anglia - Cooks Ferry Inn
- 25 marca - Staines, Anglia - występ w brytyjskim programie Supershow
- 28 marca - Londyn, Anglia - Marquee Club
- 29 marca - Bromley, Anglia - Bromley College of Technology
- 30 marca - Southall, Anglia - Potter's Bar
- 1 kwietnia - Hampstead, Anglia - Klooks Kleek
- 5 kwietnia - Londyn, Anglia - The Roundhouse
- 8 kwietnia - Welwyn Garden City, Anglia - The Cherry Tree
- 12 kwietnia - Tolworth, Anglia - Toby Jug
- 14 kwietnia - Stoke-on-Trent, Anglia - The Place
- 17 kwietnia - Sunderland, Anglia